# Каргадос-Карахос
Каргадос-Карахос (Cargados Carajos) са група от 16 малки островчета и коралов риф в Индийския океан. Явяват се владение на държавата Мавриций. Разположени са на 300 км североизточно от остров Мавриций. Общата площ е 1,3 км². Рифът се простира от север на юг на повече от 50 км, на ширина е около 5 км. Понякога островите Карагадос-Карахос се включват към групата на Маскаренските острови. Известни са и като "скалите на Свети Брендън (Saint Brandon Rocks) или острови Сейнт Брандос.
На остров Рафаел (Raphael) има частна риболовна станция (с най-малко 35 работници, в сезона до 800) и метеорологическа станция (8 души през 1996). Малки селища има и на островите Авокаре (Avocaré), Кокос (Cocos) и Южен (Sud). Селището на остров Албатрос (Albatros) е изоставено през 1988.
На някои от островите растат кокосови палми.